# Emarginata
Genre
Synonymes
- Poliocichla Sharpe, 1903
- Phoenicuroides Roberts, 1922

Emarginata est un genre d'oiseaux de la famille des Muscicapidae. Ils sont appelés Traquet.

## Distribution
Les espèces de ce genre se rencontrent en Afrique australe.

## Taxinomie
Les espèces de ce genre ont été déplacées du genre Cercomela au genre Emarginata à la suite des travaux de Outlaw et al. (2010), cela a été pris en compte dans la classification de référence du Congrès ornithologique international dans la version 2.10 en 2011. 
Ces espèces sont proches du Tarier bifascié (Campicoloides bifasciatus).

## Liste des espèces
Selon la classification de référence du Congrès ornithologique international (version 2.10, 2011) :
- Emarginata sinuata - Traquet aile-en-faux
- Emarginata schlegelii - Traquet du Karoo
- Emarginata tractrac - Traquet tractrac

## Publication originale
- Shelley, 1896 : Birds of Africa. London, R.H. Porter.